# Хінокіо
Хінокіо (Hinokio) — японський науково-фантастичний фільм 2005 року режисера Такахіко Акіями.

## Про фільм
Сатору — прикутий до інвалідного візка учень початкових класів. Підліток закривається від зовнішнього світу після смерті його матері.
Його батько проєктує робота з дистанційним керуванням, щоб той ходив для нього в школу, цим дозволяючи йому спілкуватися з людьми та робити звичайні речі.

## Знімались
| Актор             | Роль   |
| ----------------- | ------ |
| Масатоші Накамура | Каору  |
| Каната Хонго      | Сатору |
| Мікако Табе       | Юн     |
| Макі Хорікіта     | Еріко  |
| Ріоко Кобаясі     | Суміре |
| Рьо Като          | Кента  |
| Сачі Гара         | Нацуко |
| Ріго Макісе       | Юко    |
| Міеко Гарада      | Саюрі  |